# Форт-17
Форт-17 — ручний самозарядний пістолет калібру 9 мм, призначений для ураження живої сили противника на відстані до 50 м.
Пістолет Форт-17 є подальшим розвитком пістолета Форт-12.

## Історія
Ідея створення пістолету Форт-17 виникла ще з перших років існування КП «НВО «Форт» МВС України». Однак для його втілення спершу було необхідним освоїти виробництво пластикових рамок, які б малися тоді виготовлятися на верстатах ЧПУ з вже написаними відповідними програмами для них. Тому, у зв'язку з цією проблемою, розробка цього пістолета була перенесена на невизначений час. І тільки на весні 2004 року інженери на чолі з головним конструктором Петром Андрійовичем Зайцем в найкоротші строки сконструювали, випробували та підготували до серійного виробництва пістолет Форт-17 з пластиковою рамою. В цьому ж році він був вперше продемонстрований широкій публіці на міжнародній спеціальній виставці «Зброя та безпека-2004».
Останнім часом пістолет моделі Форт-17 почав використовуватися охороною державних та приватних закладів. Так, у 2010 та 2011 роках «Ощадбанк» придбав понад 400 одиниць даної моделі, а у 2012 «Укргідроенерго» — понад 100 одиниць.

## Опис
Форт-17 відрізняється від Форт-12 тим, що в конструкції пістолета широко застосовуються деталі з високоміцного полімеру, армовані сталлю, що значно зменшило вагу без шкоди бойовим характеристикам. Застосування змінних накладок дозволяє легко пристосувати пістолет під індивідуальні особливості руки кожного стрільця, а планка конструктивно виконана в передній частині рамки дозволяє встановлювати на неї додаткові аксесуари. Крім цього Форт-17 існує в двох варіантах: звичайний і лівосторонній.
Робота пістолета заснована на принципі вільного затвора з надійною системою запобіжників і можливістю блокування курка як на бойовому, так і на запобіжному зводі як у пістолеті Форт-12. Ударно-спусковий механізм подвійної дії (SA/DA), куркового типу. Зусилля натиску на спусковий гачок (кг) 2,0-3,5. У стволі 6 нарізів.

## Порядок розборки пістолета
Порядок розборки пістолета Форт-17 такий ж, як й моделях Форт-12 та Форт-14:

### Неповний розбір
1. Вилучити магазин з руків'я.
2. Зняти затворну затримку.
3. Відділити затвор від рамки.
4. Зняти напрямну зі зворотними пружинами.

### Повний розбір
1. Провести неповне розбирання пістолета.
2. Зняти руків'я.
3. Зняти упор і вилучити бойову пружину з важелем.
4. Вийняти відбивач і курок з рамки.
5. Вийняти спусковий гачок з тягою.
6. Вийняти затримку магазина.
7. Зняти запобіжник і вилучити ударник з пружиною.
8. Розібрати магазин.

Порядок збору пістолета проводити у зворотній послідовності.

## Модифікації
- Форт-17 — базовий пістолет.
- Форт-17 Kurz — розроблений для стрільби патронами 9×17 Kurz.
- Форт-17Г — модифікація являє собою зброю самооборони та призначена для стрільби газовими (P.A. BLANK) та шумовими (P.A.K.) патронами калібру 9 мм, а також запуску сигнальних ракет за допомогою холостого патрона калібру 9 мм. Помічені моделі в калібрі .45 Rubber.
- Форт-17Р — травматичний пістолет, призначений для самооборони цивільного населення. Пристосований для стрільби патронами, що споряджені еластичними кулями несмертельної дії, типу 9 мм Р. А., на відстані від 3 до 15 м.
- Форт-17Т — газовий пістолет з можливістю стрільби патронами травматичної дії калібру 9 мм Р.А. Конструктивною особливістю пістолета є наявність перегородок в каналі ствола.
- Кобра — спортивний пістолет, розроблений на основі бойового пістолета Форт-17, оснащений регульованими прицільними пристроями та пристроєм для гасіння спалаху і відповідає всім вимогам Міжнародної Конфедерації Практичної Стрільби.
- Форт-17 (іноді також записано "Кордон") — Напівавтоматичний пістолет в калібрі .22 Long Rifle.

## Поширення
- Україна:
  - Стоїть на озброєнні Збройних сил України, окремих спецпідрозділів МВС та спецпідрозділу СБУ «Альфа», а також охорони державних та приватних закладів.
  - В липні 2020 року акціонерне товариство «Укрпошта» придбало у КНВО «Форт» 411 пістолетів «Форт-17» калібру 9×18 мм «Макаров». Пістолети постачатимуться з додатковим магазином та коштуватимуть «поштарям» по 6467 гривень за штуку. Загальна вартість контракту з ПДВ склала майже 3,2 мільйони гривень[6].

## Маркування
Гравірування на пістолетах може виконуватися українською, російською та англійською мовами.
На лівому боці затвора стоїть емблема підприємства, що виробляє даний продукт, та напис «Форт-17 9×18 мм Вироблено в Україні». Заводський номер вказаний на правому боці затвора та рамки пістолетів.

## У відеоіграх
- У грі Survarium, від української ігрової компанії Vostok Games, є пістолет Форт-17.